# El Palmarejo
El Palmarejo är en ort i Mexiko.   Den ligger i kommunen Tamazula och delstaten Durango, i den centrala delen av landet, 900 km nordväst om huvudstaden Mexico City. El Palmarejo ligger 597 meter över havet och antalet invånare är 167.
Terrängen runt El Palmarejo är huvudsakligen kuperad, men österut är den bergig. Runt El Palmarejo är det mycket glesbefolkat, med 5 invånare per kvadratkilometer. Närmaste större samhälle är Los Remedios, 9,1 km söder om El Palmarejo. I omgivningarna runt El Palmarejo växer huvudsakligen savannskog.